# Emmanuel-Louis Blanche
Emmanuel-Louis Blanche (10 de mayo de 1824 – 1908) fue un médico, y naturalista francés.

## Algunas publicaciones
- gaston Bordeaux, emmanuel-louis Blanche. 1889. Rapport sur les travaux de la Commission permanente de vaccine en 1888 (-1900). (Par le Dr E. Blanche, vice-président, et G. Bordeaux, secrétaire.) Editor impr. de E. Cagniard

### Libros
- emmanuel-louis Blanche, alexandre Malbranche. 1869a. École de botanique de Rouen: Classification de M. Ad. Brongniart. 10 pp.

- --------------------------------. 1869b. Observations sur la flore de la Seine-inférieure: à propos de la 4e éd. de La flore de la Normandie de M. de Brébisson (Caen 1869). Edición	reimpresa de Impr. Lecointe, L. Deshays. 35 pp.

- --------------------------------. 1864. Catalogue des plantes cellulaires et vasculaires de la Seine-Inférieure. 166 pp. en línea

- --------------------------------. 1849. Des eaux ferrugineuses de la seine-inférieure. Editor Faculté de médecine de Paris, 59 pp.

- clément-eugène Hellis, achille-cléophas Flaubert, emmanuel-l. Blanche. 1846. Réponse des chefs du service de santé des hôpitaux de Rouen à un mémoire publié par MM. leurs adjoints. [Signé: Hellis, Flaubert, Blanche.] Editor impr. de E. Periaux fils aîné. 22 pp.

## Honores
Miembro de
- Academia de las Ciencias, Bellas Letras y Artes de Rouen
- Sociedad de amigos de las Ciencias naturales de Ruan[2]

### Epónimos
Género
- (Asteraceae) Blanchea Boiss.[3]

Especies
- (Apiaceae) Daucus blanchei Reut.[4]

- (Aquifoliaceae) Ilex blancheana Judd[5]

- (Asteraceae) Senecio blanchei Soldano[6]

- (Cyperaceae) Cyperus blancheanus Desv. ex Boiss.[7]

- (Ericaceae) Erica blancheana L.Bolus[8]

- (Melastomataceae) Pachyanthus blancheanus Urb. & Ekman[9]

- (Poaceae) Pilgerochloa blanchei Eig[10]

- (Poaceae) Piptatherum blancheanum É.Desv.[11]

- (Polygonaceae) Polygonum blancheanum Gand.[12]

- (Rutaceae) Aplophyllum blanchei Boiss.[13]
- La abreviatura «Blanche» se emplea para indicar a Emmanuel-Louis Blanche como autoridad en la descripción y clasificación científica de los vegetales.[14]